# Rakova, Starîi Sambir
Rakova (în ucraineană Ракова) este un sat în comuna Liutovîska din raionul Starîi Sambir, regiunea Liov, Ucraina.

## Demografie
Componența lingvistică a localității Rakova
     Ucraineană (99,72%)
Conform recensământului din 2001, majoritatea populației localității Rakova era vorbitoare de ucraineană (99,72%), existând în minoritate și vorbitori de alte limbi.